# Хоенхамелн
Хоенхамелн (њем. Hohenhameln) општина је у њемачкој савезној држави Доња Саксонија. Једно је од 8 општинских средишта округа Пајне. Према процјени из 2010. у општини је живјело 9.415 становника. Посједује регионалну шифру (AGS) 3157002.

## Географски и демографски подаци
Хоенхамелн се налази у савезној држави Доња Саксонија у округу Пајне. Општина се налази на надморској висини од 101 метра. Површина општине износи 69,4 km². У самом мјесту је, према процјени из 2010. године, живјело 9.415 становника. Просјечна густина становништва износи 136 становника/km².

## Међународна сарадња
| Мјесто   | Држава    | Врста сарадње | Од    |
| -------- | --------- | ------------- | ----- |
| Лоперсум | Холандија | пријатељство  | 1988. |
| Извор    |           |               |       |